# Kargalıyeniköy, Hendek
Kargalıyeniköy là một xã thuộc quận Hendek, tỉnh Sakarya, Thổ Nhĩ Kỳ. Dân số thời điểm năm 2008 là 255 người.